# Municipio de White Deer
El municipio de White Deer (en inglés: White Deer Township) es un municipio ubicado en el condado de Union en el estado estadounidense de Pensilvania. En el año 2000 tenía una población de 4.273 habitantes y una densidad poblacional de 35 personas por km².

## Geografía
El municipio de White Deer se encuentra ubicado en las coordenadas 41°04′00″N 76°52′28″O / 41.06667, -76.87444.

## Demografía
Según la Oficina del Censo en 2000 los ingresos medios por hogar en la localidad eran de $41,994 y los ingresos medios por familia eran $46,417. Los hombres tenían unos ingresos medios de $32,222 frente a los $21,219 para las mujeres. La renta per cápita para la localidad era de $18,486. Alrededor del 4,7% de la población estaban por debajo del umbral de pobreza.